# Monhunganuck
Monhunganuck, selo Pequot Indijanaca (Swanton, Sultzman), koje se u vrijeme prvih kontakata s Europljanima nalazilo u blizini Beach Ponda na mjestu današnjeg Voluntowna u Connecticutu.
F.W. Hodge ovo selo nema na svome popisu.